# Bảo tàng quốc gia Gimhae
Bảo tàng quốc gia Gimhae là bảo tàng quốc gia nằm ở Gimhae, Gyeongsang Bắc, Hàn Quốc. Nó được mở cửa vào 29 tháng 7 năm 1998 với mục đích thống kê những tài sản văn hóa sẵn có của Gaya, một trong những quốc gia cổ đại tại Hàn Quốc.

## Liên kết
- Trang chủ chính thức bảo tàng quốc gia Gimhae